# 徐婕妤 (唐高宗)
徐婕妤（?—?），名不詳。湖州长城（今浙江省湖州市长兴县）人，果州刺史徐孝德之女，徐婕妤的兄長徐齐聃，徐齐聃之子徐坚（唐玄宗的十八学士），都以学术闻名。唐太宗徐賢妃之妹。唐高宗李治的正三品婕妤。

## 生平
徐氏素有文学修养，文藻清丽典雅。当时的人都把她比成西汉汉成帝的班婕妤。
何時入宮不詳，顯慶二年(公元657年)已入宮為婕妤。
龍朔二年(公元662年)，唐高宗將后宮封號進行了一次改革，已經沒有婕妤這個封號，可見徐婕妤在龍朔二年前已去世。